# هيلدغارد ثوريل
هيلدغارد كاتارينا (بالسويدية: Hildegard Thorell)‏ ثوريل ( 22 مايو 1850 - 2 فبراير 1930) كانت رسامة سويدية . 

## السيرة الشخصية
ولدت ثوريل في أبرشية كروبا، مقاطعة فارملاند ، السويد. هي ابنة كل من أوغست فيليب بيرجيندل وهيلديغارد وينرلوند. تزوجت في عام 1872 من المدقق أوسكار راينهولد ثوريل. درست في الأكاديمية الملكية السويدية للفنون الجميلة في ستوكهولم من 1876 - 1879  ، حيث كانت الطالبة الوحيدة المتزوجة. أصبحت زميلة في الأكاديمية الملكية السويدية للفنون الجميلة في عام 1883 ودربت على يد بيرثا فيجمان . بعد ذلك سافرت إلى باريس حيث درست مع كل من ليون بونات وجون ليون جيروم . 
رسم ثوريل كان موجها للصور الضخمة بشكل أساسي، على سبيل المثال Modersglädje (1894) ، صورة لشابة متميزة (1880) ، صورة لفتاة (1916) ، لوحة لفاني بريت (1918) وشابة مع مروحة (1893).

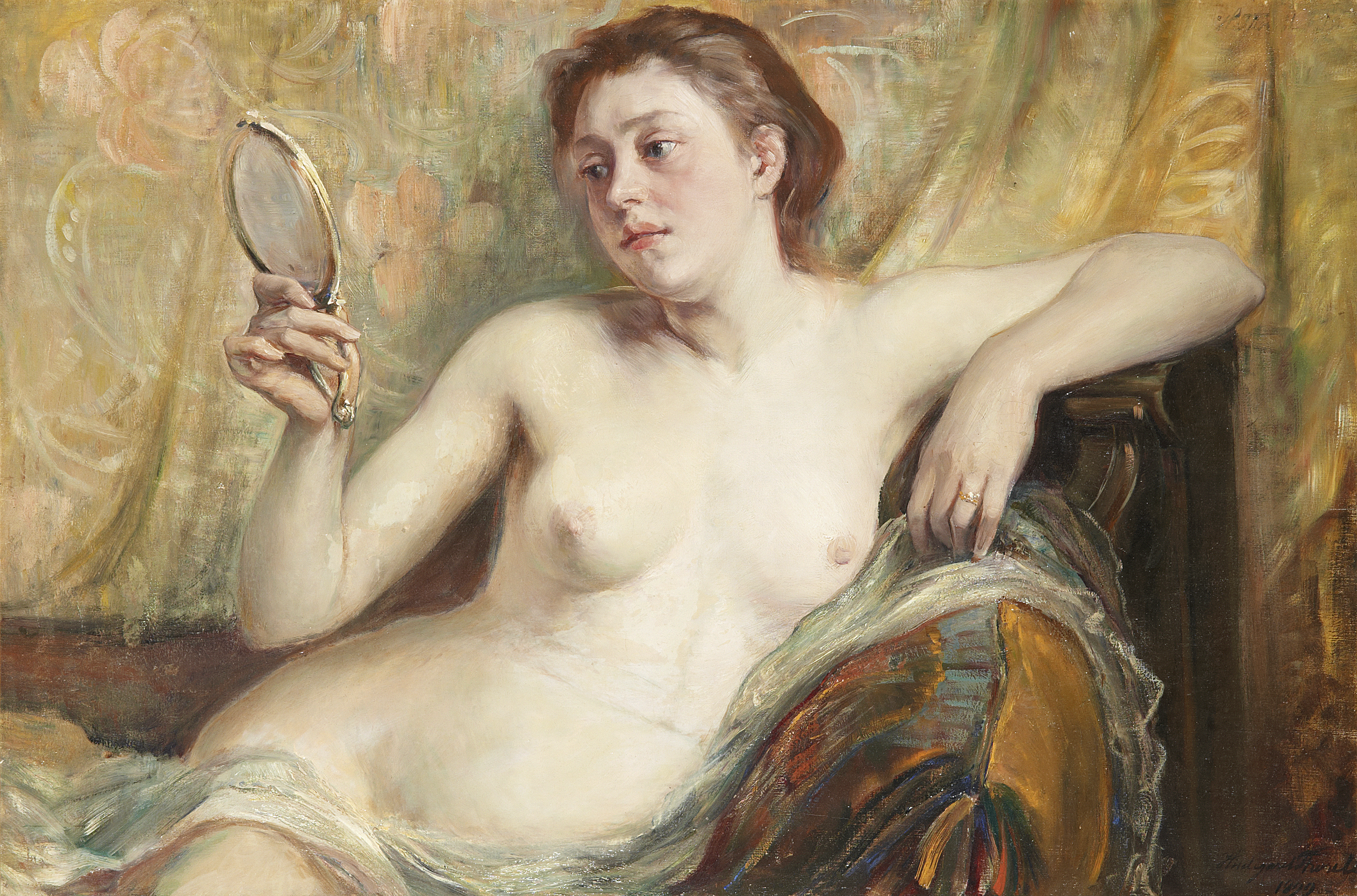
Modell med spegel (1899) زيت على قماش